# طهرة حميد
قرية طهرة حميد هي إحدى القرى التابعة لمركز الزقازيق في محافظة الشرقية في جمهورية مصر العربية. حسب إحصاءات سنة 2006، بلغ إجمالي السكان في طهرة حميد 5217 نسمة، منهم 2676 رجل و2541 امرأة.

## التاريخ
قرية طهرة حميد من القرى القديمة، حيث وردت باسم «ظهر البغال» في أعمال الشرقية ضمن قرى الروك الناصري التي أحصاها ابن الجيعان في كتاب «التحفة السنية بأسماء البلاد المصرية». وفي العصر العثماني وردت باسم «ظهر البغال» في التربيع العثماني الذي أجراه الوالي العثماني سليمان باشا الخادم في عصر السلطان العثماني سليمان القانوني ضمن قرى ولاية الشرقية، وفي تاريخ 1228هـ/1813م الذي عدّ قرى مصر بعد المسح الذي قام به محمد علي باشا باسم «طهرة حميد» ضمن قرى مديرية الشرقية.